# Asta Kubilienė
Asta Kubilienė (* 1964 in Pociūnėliai, Rajongemeinde Radviliškis) ist eine litauische Nephrologin und Politikerin.

## Leben
Nach dem Abitur 1982 an der 21. Mittelschule Pociūnėliai bei Radviliškis absolvierte Asta Kubilienė mit Auszeichnung von 1982 bis 1985 die Medizinschule Šiauliai in Šiauliai und wurde Krankenschwester. Von 1987 bis 1994 absolvierte sie das Studium der Medizin an der Kauno medicinos akademija und wurde Arzt. Von 1995 bis 1997 absolvierte sie das Weiterbildungsstudium an der Vilniaus universitetas in Vilnius und wurde Therapeutin und nach dem Studium von 1997 bis 1999 Nephrologin.
Von 1985 bis 1987 arbeitete Kubilienė bei Kliniken Santariškės.
2011 lehrte sie als Lektorin in der Klinik für Gastroenterologie, Nefrourologie und Chirurgie der Vilniaus universitetas. Von November 2016 bis November 2020 war sie Seimas-Mitglied im 12. Seimas. Im November 2020 arbeitete sie kurz als Beamte der Seimas-Kanzlei Gehilfe von Seimas-Mitgliedern Aurelijus Veryga und Arvydas Nekrošius. wurde sie Nachfolgerin vom Parteivorsitzenden Ramūnas Karbauskis, der kurz im 13. Seimas arbeitete und mit dem Protest gegen neue konservative-liberale Seimas-Mehrheit zurücktrat.